# 大叶青
大叶青茶是广东的特产，也称广东大叶青，主要产于广东省韶关、肇庆、湛江等县市、属于黄茶，是黄大茶的代表品种之一。

## 概述
主要产于广东省韶关、肇庆、湛江等县市，是黄大茶的代表品种之一。广东大叶青茶以云南大叶种茶树的鲜叶为原料，其采摘标准为一芽二至三叶，它的制造过程分为萎凋、杀青、揉捻、闷黄、干燥五道工序。杀青前的萎凋和揉捻后的闷黄具有消除青气涩味，促进香味醇和纯正的作用，具有黄茶的一般特点。